# Щёголь (птица)
Щёголь (лат. Tringa erythropus) — птица семейства бекасовых (Scolopacidae), из отряда ржанкообразных (Charadriiformes), подотряда куликов, рода улитов (Tringa). Длина около 30 см. Общая окраска тёмно-серая, ноги длинные, красные. Обитает в тундрах Евразии. Кормится на берегах и мелководьях. Немногочисленная, спорадично распространённая птица, при этом избегает поселений человека.

## Описание

### Внешний вид
Крупный улит. Имеет близкое родство и внешнее сходство с более распространённым травником, но заметно крупнее его и обладает более изящным телосложением. Кроме того, у щёголя более длинный, тонкий и на конце загнутый книзу клюв, и слегка более длинные ноги (в полёте пальцы ног щёголя полностью выступают за обрез хвоста, тогда как у травника только частично). Основание подклювья красноватое, остальная часть клюва чёрная (у травника красный цвет также присутствует в основании надклювья). Длина 29—32 см, размах крыльев 48—52 см, масса 110—200 г. Крылья узкие и острые, хвост прямо срезанный. Ноги летом чёрные, зимой красновато-бурые либо оранжевые. Радужина бурая.

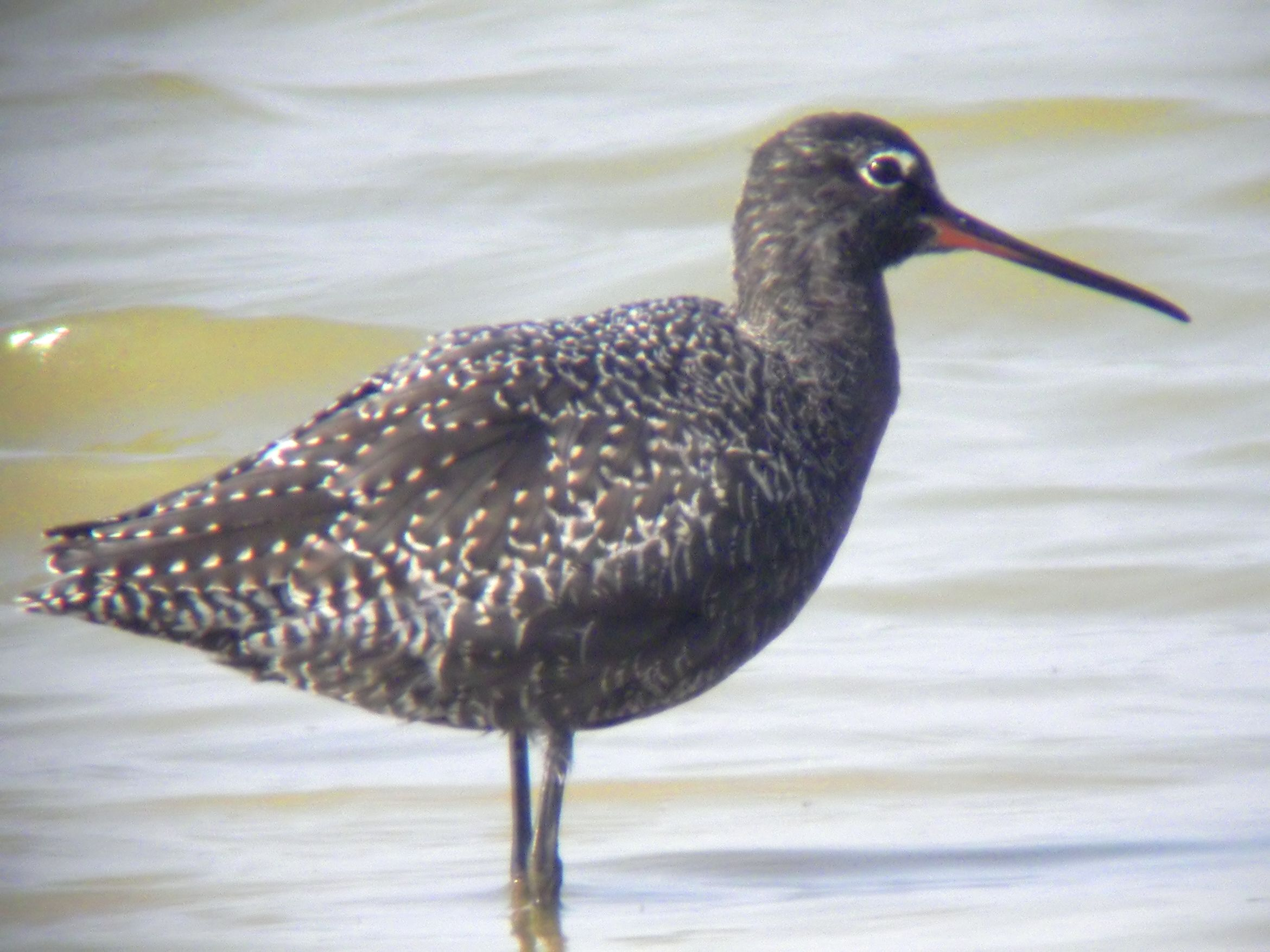
В брачном наряде

Летом щёголь заметно отличается от остальных улитов своим матово-чёрным окрасом оперения, на фоне которого резко выделяются белые каёмки и пятна на нижней половине шеи, плечах, боках и верхней части крыла. Задняя часть спины, поясница и испод крыла чисто-белые. Первостепенные маховые серовато-бурые, с бурым мраморным рисунком на белёсом фоне; рулевые тёмные с белым полосатым рисунком. Вокруг глаза развит белый полуободок. Половой диморфизм выражен незначительно и проявляется в большем развитии белого на боках, брюхе и подхвостье у самок.
Осенью и зимой птицы обоих полов почти неотличимы друг от друга. После послебрачной линьки, которая продолжается с июля по август, оперение меняется с тёмного на преимущественно светлое. Верх приобретает пепельно-серый с буроватым оттенком окрас, полосатость хвоста становится едва заметной. Нижняя сторона становится почти полностью белой, оставляя лишь дымчатые крапины на груди и боках шеи. Над глазом от основания клюва до кроющих ушей хорошо заметна светлая полоска, под ней точно такая же серовато-бурая. Молодые окрашены как взрослые зимой, но заметно темнее и с тёмными пестринами по всей нижней части тела.

### Голос
Токовая песня самца — громкая и выразительная трель «кррррр-крррр-кррюююИу-крююИу-крюИу-крюИу», несколько напоминающая вторую часть токовой песни золотистой ржанки, только больше резкая и торопливая. Обычный голос — характерный, быстрый и отчётливо слышный двусложный крик «крюИт» или «тьюИт», издаваемый при взлёте либо в воздухе. Взволнованная птица издаёт резкие повторяющиеся крики, которые передают как «тьюк-тьюк-тьюк…» или «тьек-тьек-тьек…».

## Распространение

### Гнездовой ареал

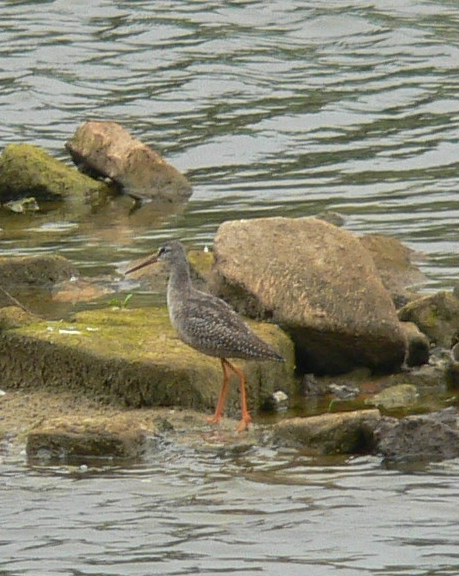
На зимовке

Щёголь гнездится в узкой полосе северной Евразии в кустарниковых и кочкарных тундрах, лесотундре и тундроподобных болотах северной тайги Евразии от Скандинавского полуострова до Чукотки. В Скандинавии и на Кольском полуострове встречается к северу до морского побережья, на полуострове Канин до устья реки Чижи, на Ямале до 68° с. ш., на Тазовском полуострове до 69° с. ш., в Красноярском крае до районов Дудинки и Попигай, в долине Колымы до Нижнеколымска, на Чукотке до устья Анадыря и южного побережья Чаунской губы. Южная граница гнездовий более размыта и примерно совпадает между границей лесотундры и северной тайги. Гнездится в Финляндии к югу до 65° с. ш., на северо-западе России до северного побережья Ладожского озера, между Белым морем и долиной Лены примерно до 64° с. ш.

### Зимовки
Зимует в умеренном, субтропическом и тропическом поясе Евразии и Африки. Кулики, гнездящиеся в Скандинавии, Финляндии и Европейской части России, перемещаются в юго-западном направлении на побережья Западной Европы, в западные и центральные районы Африки к югу до Демократической Республики Конго и Бурунди. Из Западной Сибири птицы летят преимущественно на Ближний Восток и в Восточную Африку к югу до Танзании. Более восточные популяции зимуют в Южной Азии к востоку до юго-восточного Китая и Тайваня. Нередко летом птиц встречают в степных и других районах умеренного пояса, далеко за пределами гнездового ареала и зимних стоянок. Полагают, что это либо неполовозрелые, либо взрослые, но также негнездящиеся птицы.

### Места обитания
Типичные биотопы в гнездовой период — осоково-моховые болота на периферии крупных озёр, разреженные низкорослые ивняки на берегах водоёмов, влажные сосновые и лиственничные редколесья. Во время перелёта останавливаются на отдых в лесной зоне на лугах по открытым берегам проток, вытекающих из крупных озёр, в долинах небольших рек. Зимой держится на травянистых берегах пресноводных водоёмов, преимущественно мелких, в том числе на болотах, окраинах заливных полей с илистыми берегами. В отличие от многих других куликов, на морских побережьях почти не встречается.

## Размножение

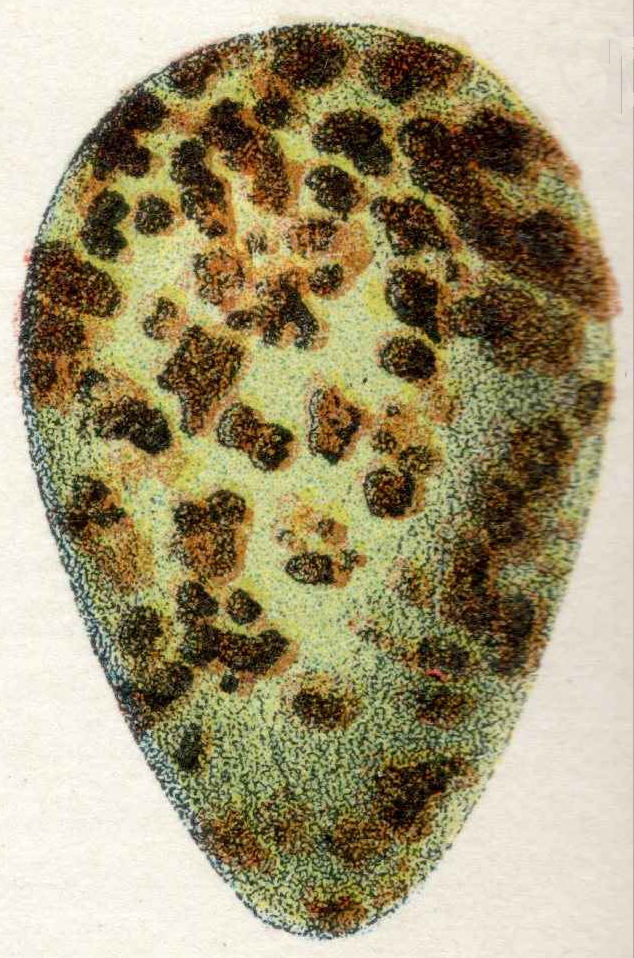
Рисунок яйца

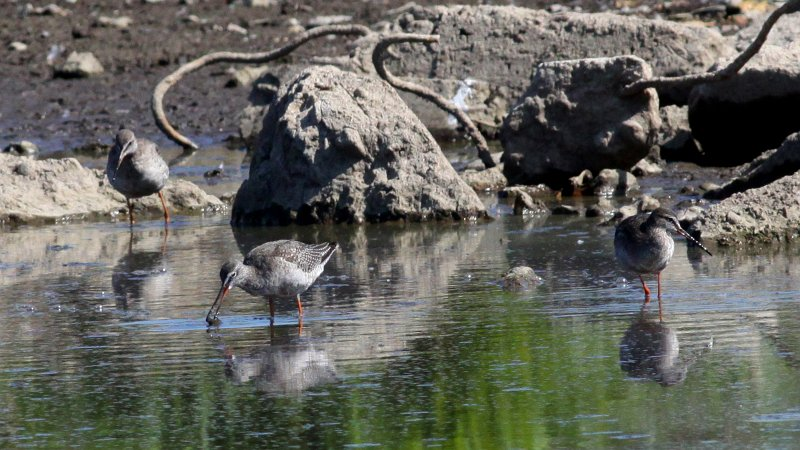
В поисках корма

Считается типичным моногамом, однако также известны случаи полиандрии. На гнездовые участки щёголи прибывают в одиночку, парами либо небольшими стаями. Последние иногда представляют собой смешанную группу, состоящую из различных видов куликов, в том числе больших улитов, турухтанов, веретенников и кроншнепов. Брачное поведение самцов начинает проявляться ещё на пролёте, однако достигает своего апогея лишь на местах. Оно выражается в глубоком волнообразном полёте, во время которого птицы издают громкую, достаточно резкую, но в то же время не лишённую мелодичности трель. Образование пар также происходит непосредственно на гнездовых участках. До появления на свет потомства щёголи ведут себя скрытно и осторожно, позднее при приближении человека становятся более возбуждёнными, кивают головой, с криком взлетают на какое-либо возвышение и нередко имитируют нападение, подлетая к самому носу и уворачиваясь в последний момент.
Гнездо устраивают на относительно сухом месте под прикрытием куста, пучка травы либо камня: на островке посреди болота, на каменистом участке тундры, в лесу — на ягеле с кустиками водяники. Нередко гнездится на пожарищах. Само гнездо представляет собой небольшое углубление во мху или мягком грунте, выстланное листиками карликовой берёзы, сухими стеблями багульника и другим растительным материалом. Откладывание яиц в мае—июне. Полная кладка содержит 4 яйца зеленоватого, жёлто-оливкового либо буроватого цвета с крупными бурыми и коричневыми пятнами. Размеры яиц: (42—52)х(31—36) мм. Предполагают, что длительность насиживания составляет около 22—25 суток. Первое время оба члена пары сидят на гнезде поочерёдно, однако спустя несколько дней самка окончательно покидает гнездо и удаляется, в то время как на самца ложатся дальнейшие хлопоты по выведению и воспитанию потомства. После появления на свет птенцов выводок с оставшимся родителем перебирается поближе к водоёму и держится на нём до становления на крыло, после чего распадается. Самки в то же время сбиваются в однополые стайки и кочуют, прежде чем отлететь на места зимовок.

## Питание
Употребляет в пищу разнообразных беспозвоночных: насекомых (водяных жуков, клопов, личинок мух, ручейников), рачков, моллюсков, червей, мелкую рыбу и головастиков. Кормится на илистых мелководных берегах, собирает корм со дна либо в толще воды, заходя в неё по самое брюхо и погружая клюв, а иногда и всю голову под воду.
Во время сильного ветра устраивается на берегу с наветренной стороны и собирают добычу в набегающих волнах. При необходимости неплохо плавает, в случае опасности ныряет.